# Lockheed WC-130
O Lockheed WC-130 Hercules é uma aeronave usada em missões de reconhecimento meteorológico. Este avião faz parte da série C-130 Hercules e é equipado com equipamentos meteorológicos e preparado para a penetração em eventos meteorológicos intensos, tais como ciclones tropicais e tempestades de inverno para obter dados sobre o movimento, tamanho e intensidade de tais sistemas. O WC-130 é a plataforma de coleta de dados meteorológicos da 53º Esquadrão de Reconhecimento Meteorológico da National Oceanic and Atmospheric Administration. Assim como seu irmão mais próximo, o C-130, é equipado com quatro turbopropulsores.